# Zgniotek cynobrowy
Zgniotek cynobrowy (Cucujus cinnaberinus) – chrząszcz z rodziny zgniotkowatych. Gatunek objęty ścisłą ochroną gatunkową w Polsce.

## Morfologia
W stadium imago osiągają 11–15 mm długości. Ciało tych chrząszczy jest silnie spłaszczone, pokrywy matowe, czerwone, o nieregularnym, zatartym punktowaniu. Głowa duża z silnymi żuwaczkami. Oczy niewielkie, kuliste. Żuwaczki, zewnętrzny brzeg przedplecza, środek przedpiersia, śródpiersie i zapiersie są czarne. Czułki nitkowate, 11-członowe, grube, bez wyraźnej buławki. Tarczka przedplecza szeroka i duża z lekkim zagłębieniem w środkowej części. 
Larwy są silnie zesklerotyzowane, bursztynowej barwy. Największe osiągają 26 mm długości.

## Biologia
Chrząszcze żyją pod korą drzew liściastych – przede wszystkim topól, dębów i grabów. Dorosłe osobniki są aktywne w dzień i płochliwe – po odsłonięciu kory szybko się chowają w szczeliny drewna. Niepokojone, niekiedy zastygają w bezruchu, z odnóżami podkurczonymi pod odwłok. Przypuszcza się, że samice składają jaja późną wiosną lub wczesnym latem.
Larwy często spotykane są gromadnie. Zaniepokojone, reagują gwałtownymi ruchami głowy i tułowia na boki. Wyrośnięte larwy budują pod korą jajowate komory poczwarkowe i przepoczwarczają się, co zajmuje, według różnych autorów, 6–7 lub 10 dni.

## Występowanie
Gatunek palearktyczny, zasięg występowania obejmuje Europę północną i środkową, na południe dociera do dawnej Jugosławii i Rumunii. Liczebność jego populacji spada; jest umieszczony na czerwonych listach w Czechach, Słowacji, Niemczech, Szwecji, Finlandii, Norwegii, Polsce i Łotwie. Możliwe, że z tego względu stanie się tzw. gatunkiem osłonowym.